# Oxford Canal
Oxford Canal är en kanal i Storbritannien.   Den ligger i riksdelen England, i den södra delen av landet, 140 km nordväst om huvudstaden London.